# 內佩斯塔 (科羅拉多州)
內佩斯塔（英語：Nepesta）是位於美國科羅拉多州普韋布洛縣的一個人口普查指定地區。

## 地理
內佩斯塔的座標為38°10′08″N 104°08′35″W / 38.16889°N 104.14306°W，而該地最高點為海拔高度1346米（即4416英尺）。

## 人口
根據2010年美國人口普查的數據，內佩斯塔的面積為5.00平方千米，當中陸地面積為5.00平方千米，而水域面積為5.00平方千米。當地共有人口500人，而人口密度為每平方千米100人。